# Volcan Baranovski
Pour les articles homonymes, voir Baranovski.
Le volcan Baranovski (en russe : Барановский вулкан, Baranovski voulkan), appelée localement la « roche Rouge » (en russe : Красной скале), est un volcan éteint s'élevant à 160 mètres d'altitude dans la vallée de la Suifen, dans le sud-est du kraï du Primorié en Russie. Il a la particularité quasi unique au monde, et le seul de Russie, d'avoir été coupé en deux par l'érosion causée par la Suifen, son flanc oriental ayant été totalement emporté. Il a été formé il y a environ 2 à 3 millions d'années et sa dernière éruption remonte à environ 700 000 ans.Il appartient à la zone de rift de l'Oussouri-Amour. Le sommet est nommé d'après le village voisin de Baranovski abritant moins de 500 habitants. Sa position, comme promontoire sur la Suifen, a fait de son relief un endroit privilégié pour les différentes peuples ayant peuplé la région. Ainsi, une colonie du Néolithique y a été découverte à côté et, en 1905, il fut transformé en place forte alors que la guerre russo-japonaise avait lieu. Mais sa découverte, à cause de sa morphologie unique, ne remonte qu'à 1930, lorsque des géologues soviétiques s'aperçurent du caractère volcanique du lieu.

## Géographie

### Situation

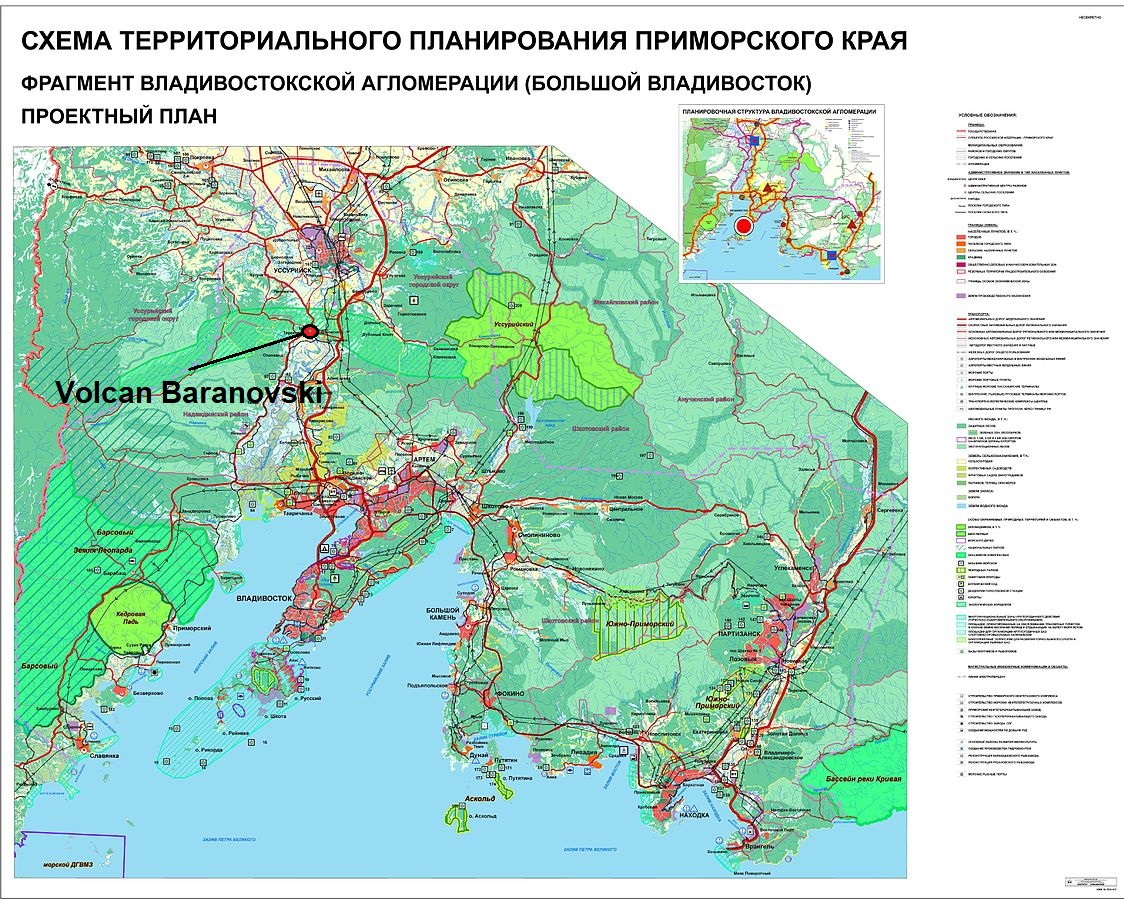
Emplacement du volcan dans l'aire urbaine de Vladivostok.

Le volcan Baranovski est situé en Russie, dans le Sud-ouest du kraï du Primorié, un sujet d'Extrême-Orient russe. Son sommet s'élève dans le raïon de Nadejda, mais se situe très près de la limite avec l'okroug urbain d'Oussouriïsk. Il se trouve à un peu plus de de cinq kilomètres de la colline Merkourievskaïa, un petit volcan aussi éteint, et à une trentaine de kilomètres de la baie de l'Amour, où se trouve l'embouchure de la Suifen. La Suifen est par ailleurs nommée en russe Razdolnaïa depuis 1972 et le renommage des lieux géographiques en Extrême-Orient en 1972.
Il se trouve à une trentaine de kilomètres au nord de Volno-Nadejdinskoïe, le chef-lieu du raïon, tandis que Vladivostok est à 60 kilomètres environ au sud. Oussouriïsk est à 16 kilomètres au nord. Il fait partie du plateau de Baranovo, sur le piémont des montagnes mandchoues-coréennes.
|  | Krasni Iar        |            |
|  | volcan Baranovski | Baranovski |
|  | Terekhova         |            |

### Topographie
Le volcan Baranovski est un volcan fortement érodé. Son sommet, qui culmine à 160 mètres d'altitude,, est fortement érodé, et agit comme un promontoire sur l'ensemble de la vallée de la Suifen. Seule sa partie occidentale subsiste bien conservée. Le sommet, aplati au cours du XXe siècle, ne domine cependant pas le plateau, qui lui culmine à environ 200 mètres d'altitude. La base du volcan a un diamètre variant de 800 à 1 000 mètres. La Suifen, qui passe à son pied, forme à son niveau un méandre.

### Accès

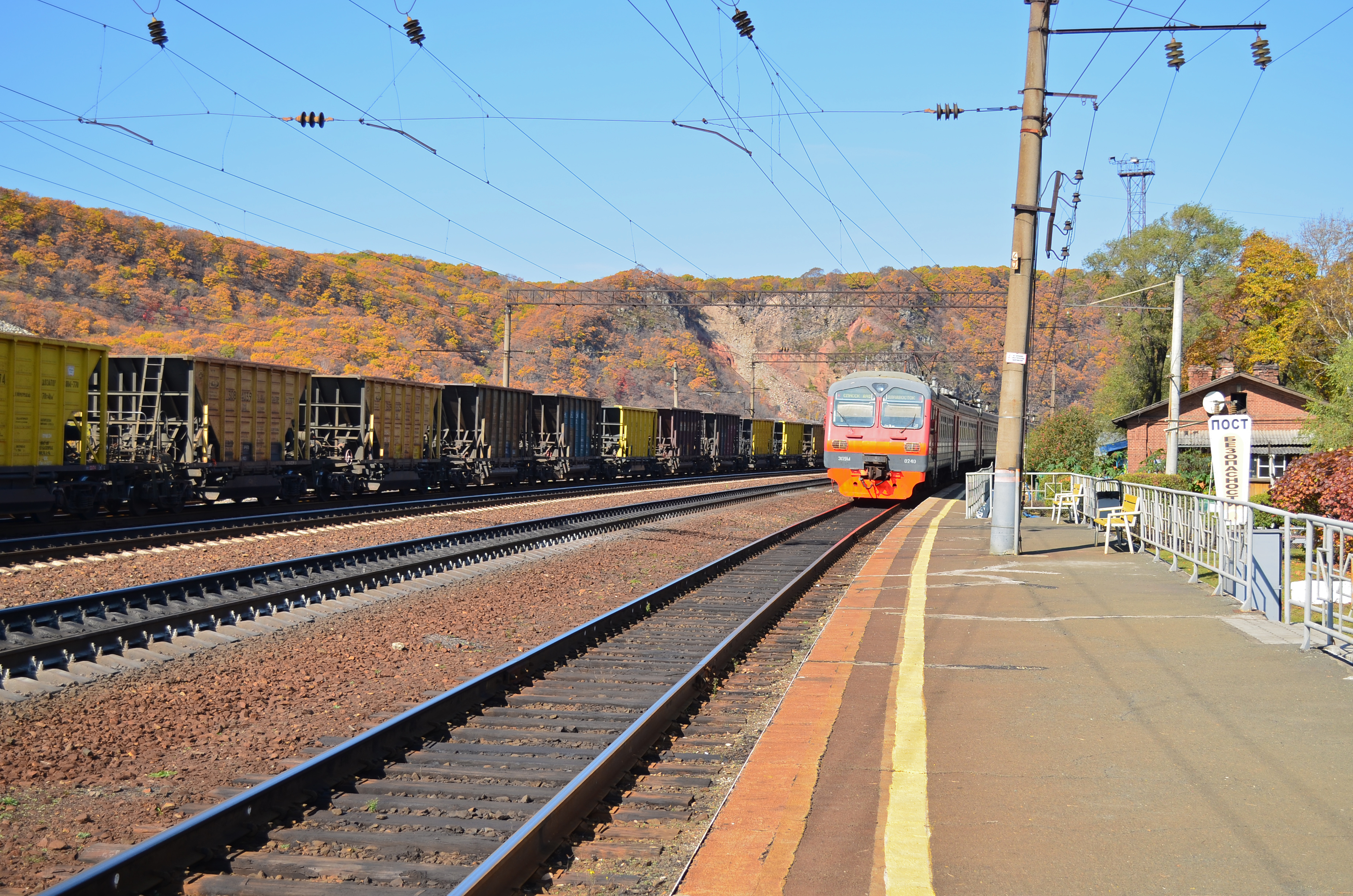
Vue depuis la gare de Baranovski.

Son accès est très facile, grâce à sa faible hauteur. Depuis Vladivostok, la distance est de moins d'une centaine de kilomètres par la route, par la route fédérale A370, jusqu'à la sortie de Baranovski. La route 05A-214 passe près du volcan, à Terekhovka, qui mène de l'A370 à Khassan.
Le village de Baranovski (ru), située sur l'autre rive, possède une gare, la gare de Baranovski (ru), le rendant visible depuis cette dernière section du Transsibérien qui y passe. Un pont routier permet de rejoindre l'autre rive, où se trouve le village de Terekhovka (ru), au pied du volcan. Une route, la 05K-326, mène de Terekhovka à Krasni Iar au nord, qui permet l'ascension par la route du volcan,.

### Géologie
Le volcan se situe dans la zone de rift de l'Oussouri-Amour, un rift mineur situé sur la plaque de l'Amour, où se trouvent plusieurs petits volcans, dont la plaine du Khanka. Ce rift, qui est très profond, est par ailleurs actif. Il coupe le plateau de Baranovo, petit plateau d'origine volcanique s'étant formé il y a environ 25 millions d'années en bordure des montagnes mandchoues-coréennes. Le plateau est prolongé à l'est par un piémont du Sikhote-Aline.
Le plateau et le volcan sont constitués de basaltes et d'andésite. Il y a beaucoup de pierre ponce orangée.
Sa morphologie, coupée par le fleuve, le rend quasi unique au monde et unique en Russie.

## Histoire

### Histoire volcanique et morphologique
Le volcan en lui-même s'est formé il y a environ 2 à 3 millions d'années, au Quaternaire. À cette époque, le fleuve Suifen, qui naît dans l'actuelle préfecture autonome coréenne de Yanbian, ne se jetait pas dans la mer du Japon mais était une rivière du bassin de l'Amour. Mais pendant le Pléistocène inférieur, il y a environ 500 000 ans, le cours de la Suifen fut bloqué  par la surrection des monts de Khorol dans la plaine du Khanka. En conséquence, ne pouvant plus rejoindre l'Oussouri et ainsi l'Amour, la Suifen dut percer le plateau de Baranovo, partie la moins haute entre les montagnes mandchoues-coréennes et le Sikhote-Aline, et devint un fleuve. Lors de cette période, toute la partie méridionale et occidentale du volcan fut emportée, ne laissant que le nord et l'est. Le Suifen a profité des roches volcaniques friables pour les « scier ».
Lorsque le volcan était actif, la zone était couverte de laves dans toutes les directions sur 20 à 30 mètres. Comme les volcans du Khanka, la lave était visqueuse. Ses effusions étaient accompagnées de puissantes explosions, avec de fortes quantités émises de cendres, de fumées et avec des orages volcaniques.
Le volcan, au cours de son activité, a produit des coulées de lave, des tufs de cendres et projeté des bombes volcaniques, ces dernières jusqu'à deux mètres de diamètre, éléments toujours visibles pour la partie non érodée.
Sa dernière éruption remonte au Pléistocène, il y a environ 700 000 ans. Désormais, le volcan est considéré comme éteint.

### Histoire humaine

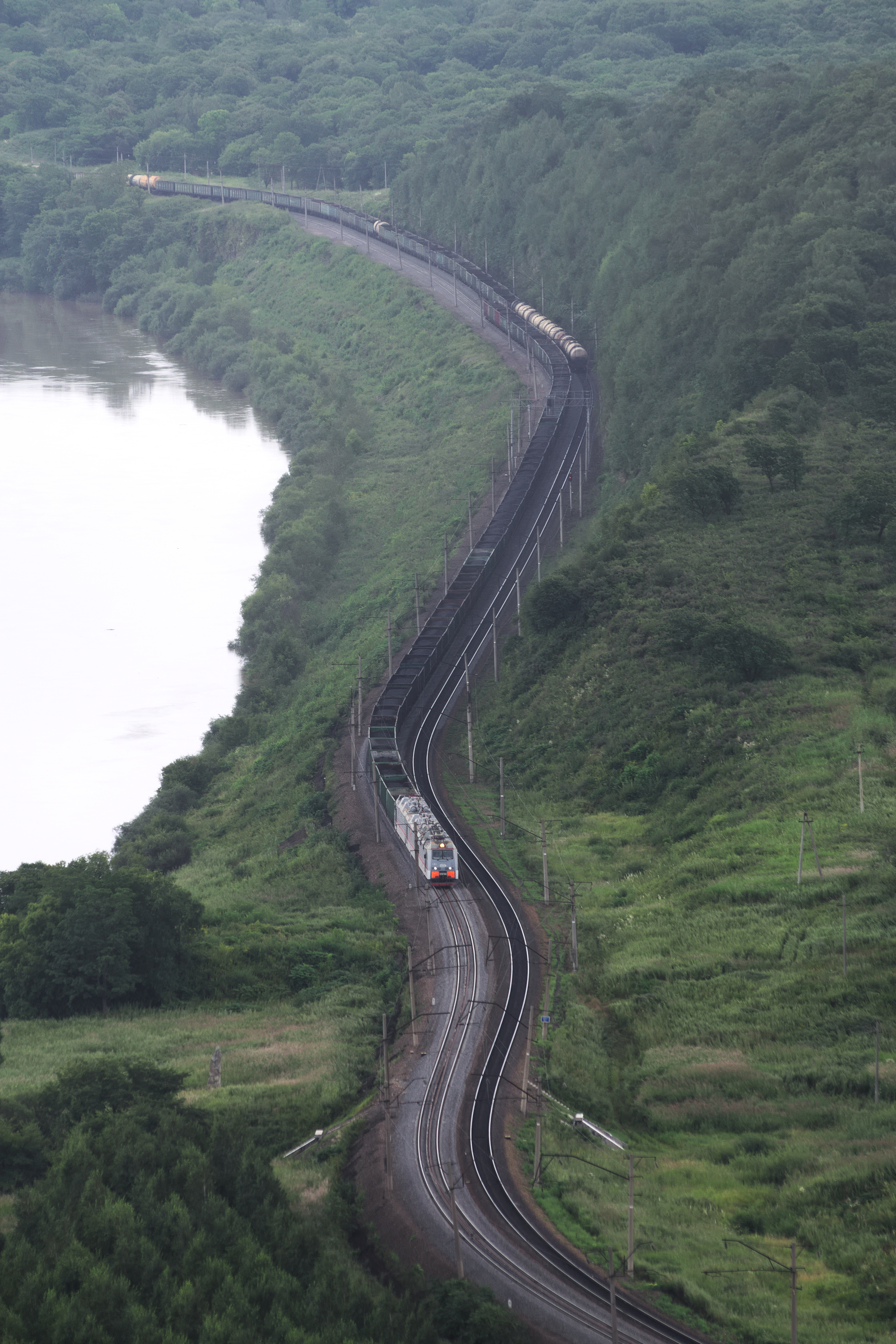
Transsibérien sur l'autre rive.

Une colonie datant du Néolithique, vers 7 à 8 mille ans AP, a été retrouvée sur un versant sud de la colline en face du volcan.
À la fin du XIXe siècle, le Transsibérien s'est frayé un chemin sur l'autre rive, rendant la position extrêmement stratégique pour tout pouvoir souhaitant contrôler Vladivostok et l'axe de transport Vladivostok - Khabarovsk. Pendant la guerre russo-japonaise, différents travaux dont le terrassement du sommet furent menés, la Russie craignant des batailles dans le Primorié contre les Japonais. Les Cosaques de l'Oussouri ont érigé une croix sur le volcan quelques années plus tard.
En 1928, une petite grotte fut découverte par des élèves d'un club archéologique sur le versant nord, avec des peintures rupestres qui furent relevées. Mais pendant la Seconde Guerre mondiale, la trace de cette grotte fut perdue, à cause des travaux qui furent effectués sur le volcan.
En 1930, le volcan fut identifié par des géologues. Sa forme unique rend son caractère volcanique presque impossible à identifier pour une personne non spécialisée.
Pendant la Seconde Guerre mondiale, de la pierre ponce a été extraite près du volcan. Dans des fosses, des explosifs ont été placés afin de ralentir les Japonais s'ils venaient à envahir le Primorié, alors qu'ils avaient déjà le contrôle de la Mandchourie. Un sentier pittoresque entre la rivière et le sommet fut d'ailleurs appelé pendant la Seconde Guerre mondiale le chemin « Partisan » par les réservistes qui y étaient stationnés.
Depuis le 29 décembre 1989, le volcan Baranovski est un monument naturel d'importance régionale. L'aire protégée a une superficie de 14,5 hectares. La description officielle du site est la suivante « Un objet géologique unique, qui est une section de la bouche d'un volcan éteint exposée par des processus d'érosion. Le cône ouvert représente une coupe presque verticale d'une partie du volcan et de la lave »,.
Le site est un point d'observation sur la vallée de la Suifen. Il est prisé par les jeunes géologues, car toutes les couches sont clairement visible, avec ses couleurs rouges qui ressortent bien. 
Le volcan est appelé « roche Rouge » (en russe : Красной скале) à cause de sa couleur. Selon une légende, des Jürchen vivaient autrefois dans le village aujourd'hui appelé Terekhovka. Lorsque le volcan a commencé à entrer en éruption, les gens pensaient que les dieux étaient en colère contre eux. Afin de les apaiser, ils auraient sacrifié une belle fille, le volcan s'est éteint, puis une pierre rose est apparue. La pierre rose, bien réelle, est aujourd'hui une curiosité pour les amoureux de la région. Mais la légende est bien fausse, les éruptions n'ayant pas eu lieu depuis environ 700 000 ans,.